# OpenCanvas
openCanvas, popularmente abreviado como oC, es un programa de arte para el sistema operativo Microsoft Windows popular entre los artistas digitales japoneses. Portalgraphics, la compañía que lo creó, originalmente lo sacó gratis, pero más tarde esto se cambió y a partir de la versión 2 se convirtió en una demo/retail model.
OpenCanvas es conocido por su original modo de mezcla a la hora de dibujar o pintar, una combinación entre Photoshop y Corel Paint. A diferencia de otros programas, openCanvas está específicamente diseñado para usarse con tablets con sensibilidad a presión, como por ejemplo las tabletas de última generación Wacom. En principio el programa fue diseñado con el fin de ser utilizado para dibujos, "sketches" o bocetos más que como programa de edición gráfica (Hay una versión de prueba disponible, la cual caduca a los treinta días de la instalación).